# Trets
Trets település Franciaországban, Bouches-du-Rhône megyében. Lakosainak száma 10 933 fő (2022. január 1.). Trets Auriol, La Bouilladisse, Peynier, Puyloubier, Rousset, Nans-les-Pins, Pourcieux, Pourrières és Saint-Zacharie községekkel határos.

## Népesség
A település népessége az elmúlt években az alábbi módon változott:
| Lakosok száma | 3250 | 4735 | 7900 | 10 033 | 10 719 | 10 963 | 10 613 | 10 303 | 10 507 | 10 933 |
|               | 1968 | 1982 | 1990 | 2006   | 2013   | 2015   | 2017   | 2019   | 2020   | 2022   |